# Karl August Krebs

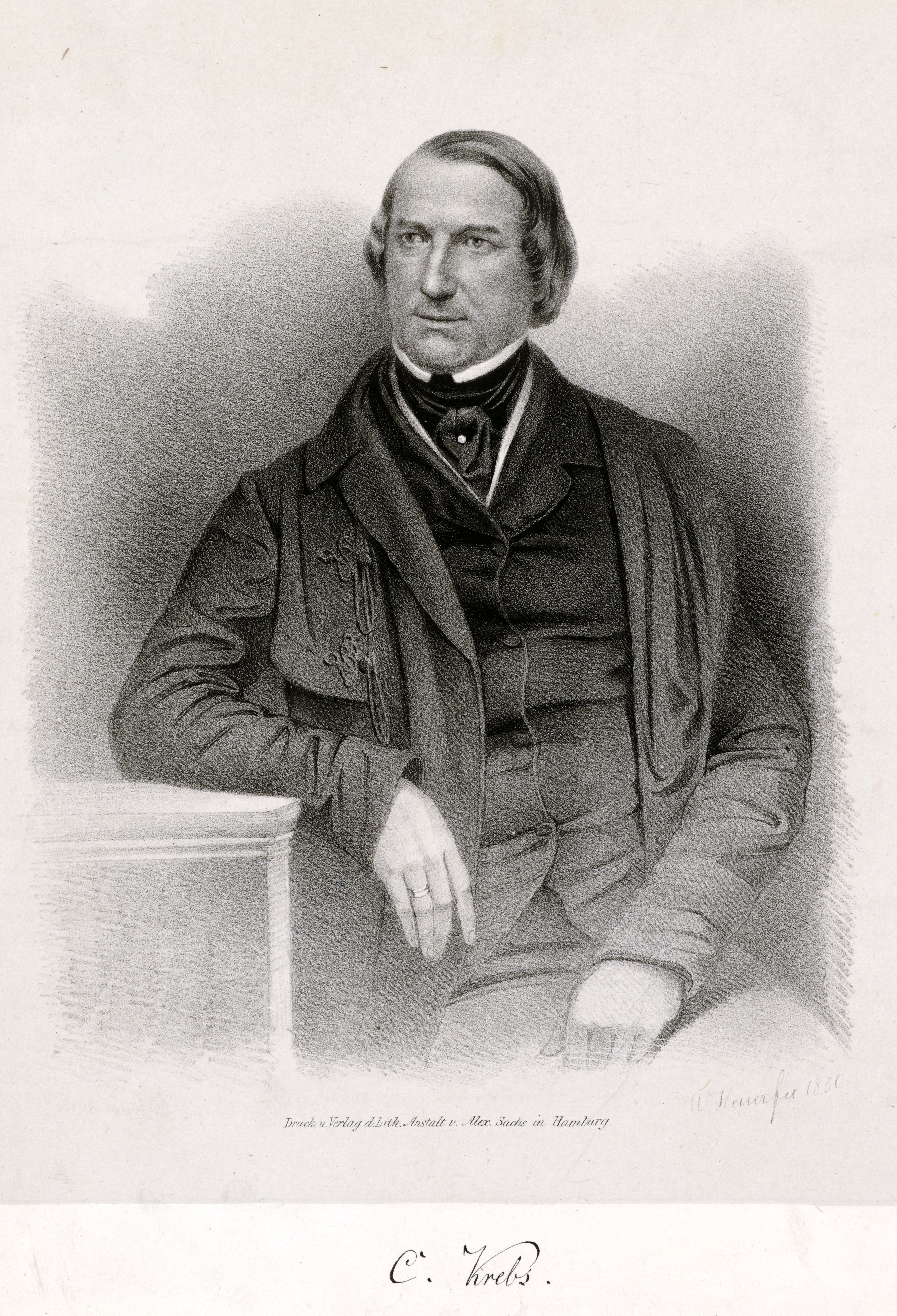
Lithographie von Wilhelm Heuer (1850)

Karl August Krebs, auch Carl (* 16. Januar 1804 in Nürnberg als Karl August Miedke, auch Miedtke; † 16. Mai 1880 in Dresden) war ein deutscher Pianist, Komponist, Dirigent und Kapellmeister.

## Leben
Karl August kam 1804 in Nürnberg zur Welt. Seine Eltern waren der Schauspieler Carl Miedke und die Sängerin Charlotte Miedke, geborene Pfister, die beide am dortigen Nationaltheater tätig waren. 1805 übersiedelte die Familie nach Stuttgart, wo seine Mutter bereits ein Jahr später starb. Karl August wurde, mit Einwilligung des Vaters, von dem dortigen Hofsänger Johann Baptist Krebs und dessen Frau Maria Anna an Kindes statt angenommen und führte in Folge den Namen seines Pflegevaters. Die Tätigkeit des Pflegevaters an der Oper und dessen vielfältige Kontakte in künstlerische Kreise förderten Karl Augusts Interesse an der Musik. Bereits im sechsten Lebensjahre spielte er, von Johann Nepomuk Schelble unterrichtet, Klavierkonzerte von Mozart, Dussek und Ries. Auch sein vom Adoptivvater gepflegtes Kompositionstalent machte großes Aufsehen, und er wurde zu den Wunderkindern seiner Zeit gezählt.
1825, im Alter von 21 Jahren, ging er nach Wien, studierte dort bei Ignaz von Seyfried Komposition und verbesserte seine Klavierspielkunst. Er zeichnete sich als Klaviervirtuose aus und wurde am 1. April 1826 dritter Kapellmeister am Hofoperntheater. Im März 1827 folgte er einem Ruf als Kapellmeister an das Stadttheater nach Hamburg. 1830 brachte er seine schon in Wien komponierte Oper Sylva, oder die Macht des Gesanges (Libretto: Georg von Hofmann) zur Aufführung. 1834 folgte die Oper Agnes, der Engel von Augsburg, die 1858 und 1863 auch in Dresden mit Beifall aufgenommen wurde.
Ab 1850 war Karl August in zweiter Ehe mit der ebenfalls in Dresden engagierten Sängerin Aloyse Michalesi verheiratet. Die gemeinsame Tochter Mary Krebs (1851–1900) entwickelte sich zu einer bedeutenden Pianistin.

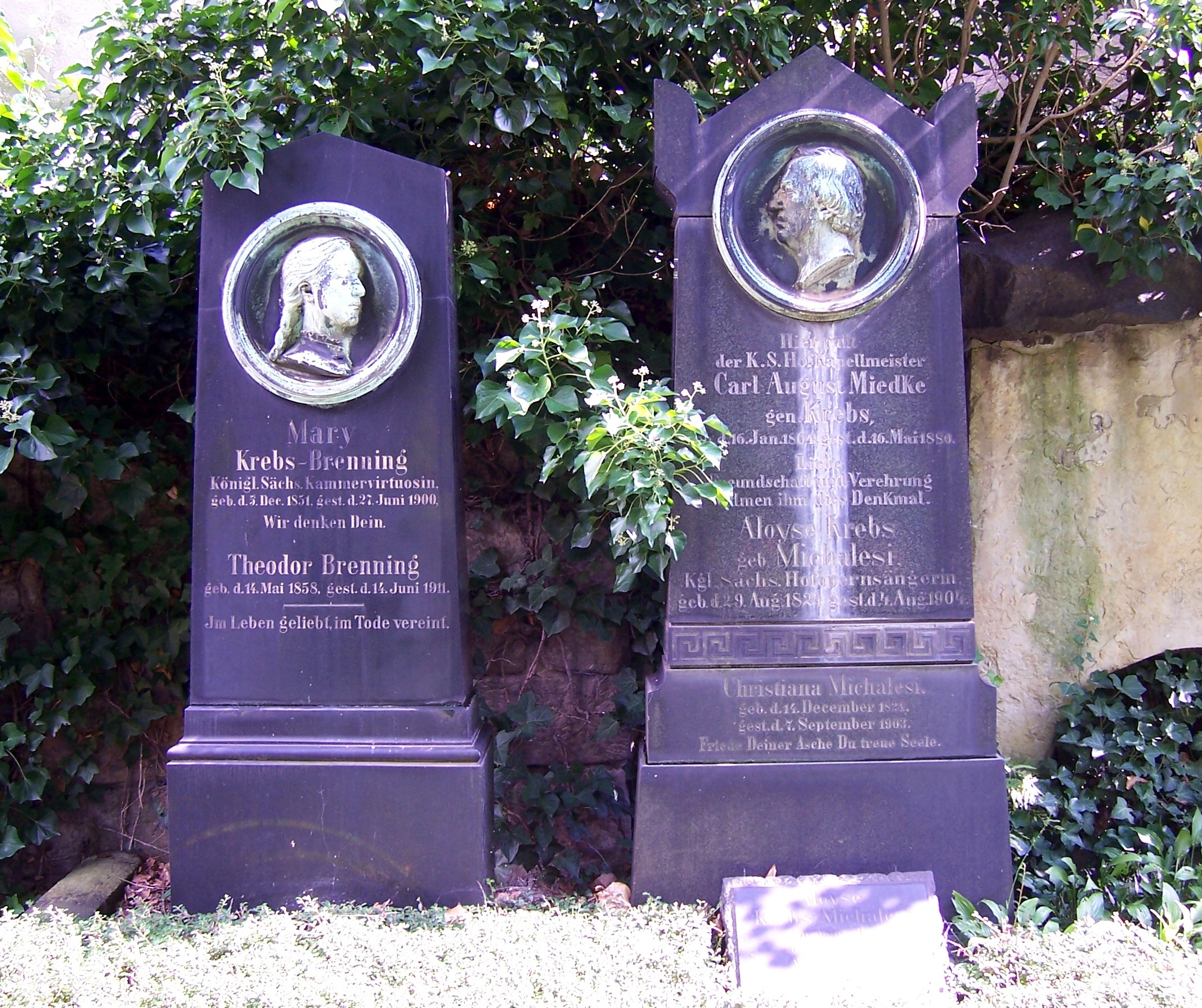
Familiengrab

1850 bis 1871 wirkte er als Hofkapellmeister am Königlichen Hoftheater Dresden; 1871 bis einige Wochen vor seinem Tod leitete er die Kirchenmusik in der Katholischen Hofkirche. 1875 feierte er sein 25. Dienstjubiläum, am 1. April 1876 sein 50. Dirigentenjubiläum.  Er verstarb am 16. Mai 1880 im Kreis seiner Familie; im Familiengrab auf dem Alten Katholischen Friedhof in Dresden fand er seine letzte Ruhestätte.

## Auszeichnungen
- 1872 wurde ihm das Ritterkreuz des königlich-sächsischen Albrechts-Ordens verliehen
- 1876 das Ritterkreuz des Kaiserlich-Österreichischen Franz-Joseph-Ordens
- 1876 das Ritterkreuz I. Klasse des württembergische Friedrichs-Ordens.